# Presó de Neumünster
La presó de Neumünster és un centre penitenciari d'Alemanya. Està situada al número 30 de la carretera de Boostedt, al centre de l'Estat federat alemany d'Slesvig-Holstein. Aquest recinte penitenciari té lloc per a 596 reclusos, sent la presó més gran de l'estat de Schleswig-Holstein. És una institució penitenciària per a penes de fins a cinc anys per a homes adults. A més és la institució de detenció preventiva del districte de Kiel.
La presó es va construir entre els anys 1901 i 1905. Els seus edificis formen part de la llista de monuments culturals protegits de Neumünster. Té un mur al voltant de 685 metres de llarg. El 2016 es va acabar la reforma de l'ala C (Haus C) per presoners condemnats. Tot i respectar l'arquitectura, es va modernitzar la protecció antiincendis. Cada pis té tres dutxes comunitàries, una cuina i una bugaderia. La reforma de l'ala B per a presoners provisionals va acabar-se el 2017.
El presoner més famós que ha tingut va ser l'escriptor Hans Fallada, que va documentar la seva experiència en la novel·la Wer einmal aus dem Blechnapf frißt (1932). L'ex-president de la Generalitat de Catalunya Carles Puigdemont també ingressà en aquest centre penitenciari el 25 de març de 2018 després de ser detingut per la policia alemanya a causa d'una ordre de detenció europea emesa per Pablo Llarena, magistrat del Tribunal Suprem d'Espanya. Se l'acusava dels delictes de rebel·lió, sedició i malversació. En fou alliberat el 6 d'abril, sota fiança, després que l'audiència territorial d'Schleswig-Holstein anunciés que descartava el delicte de rebel·lió de què l'acusaven les autoritats espanyoles, per manca de violència.

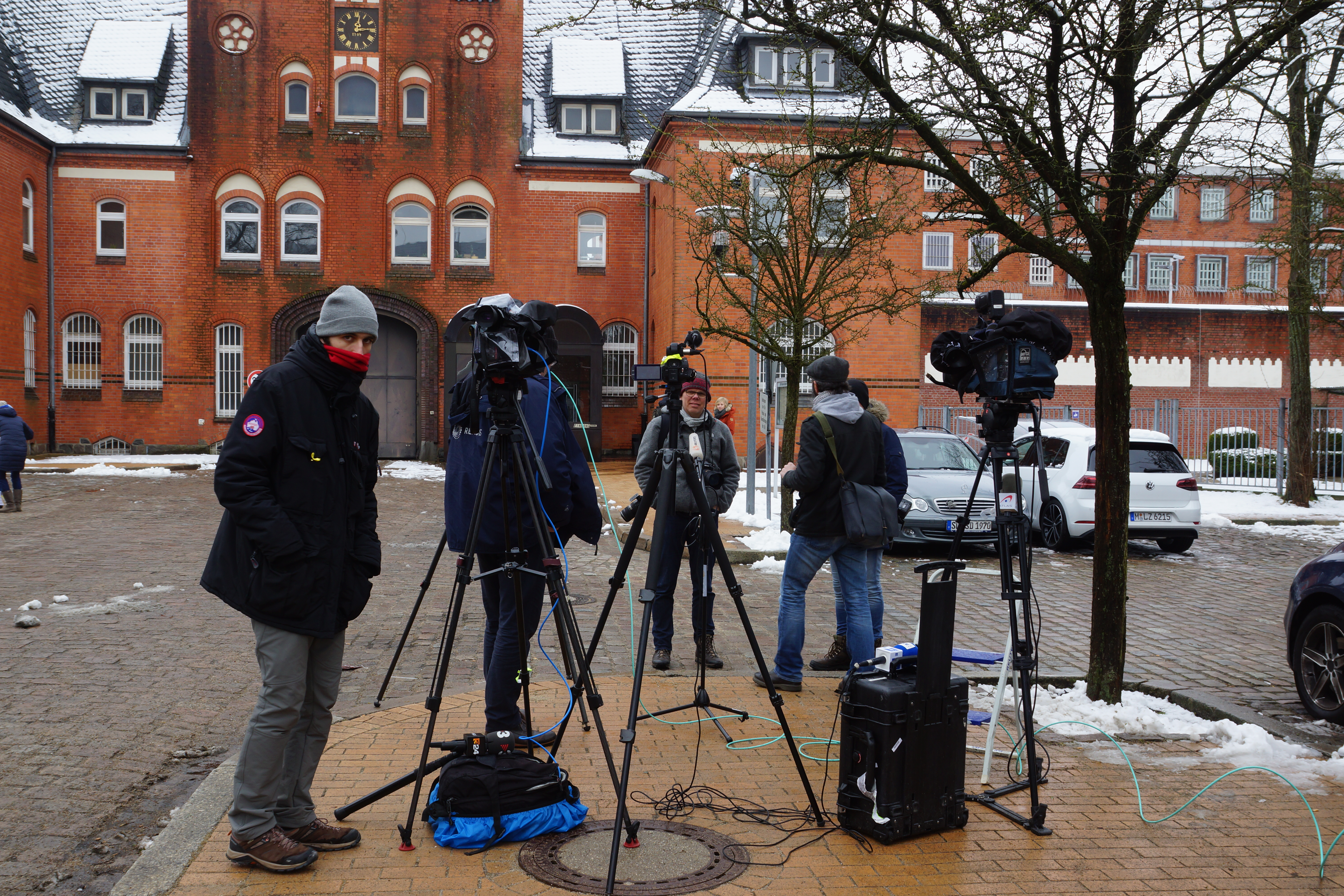
Periodistes en espera de notícies
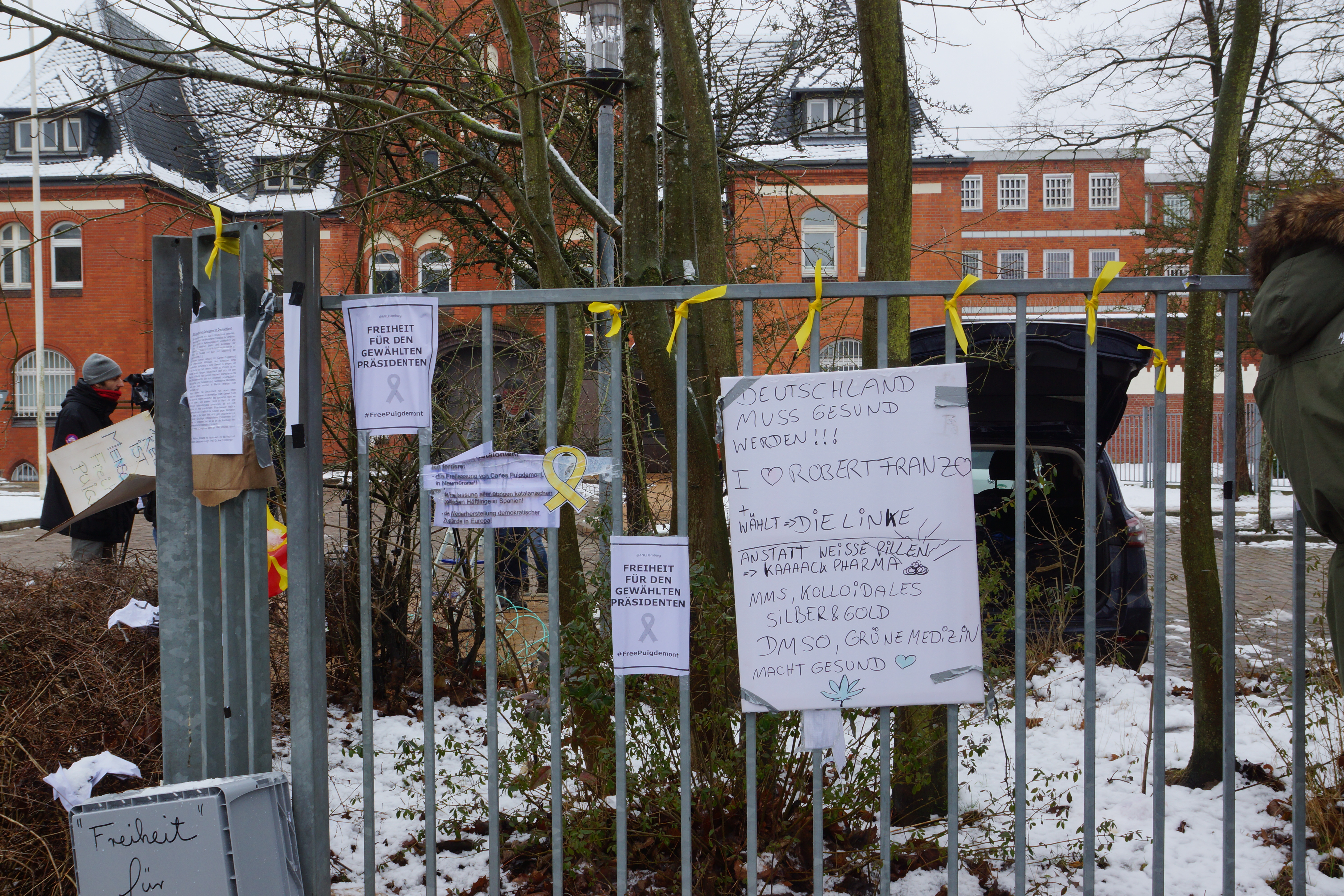
Llaços grocs i altres protestes
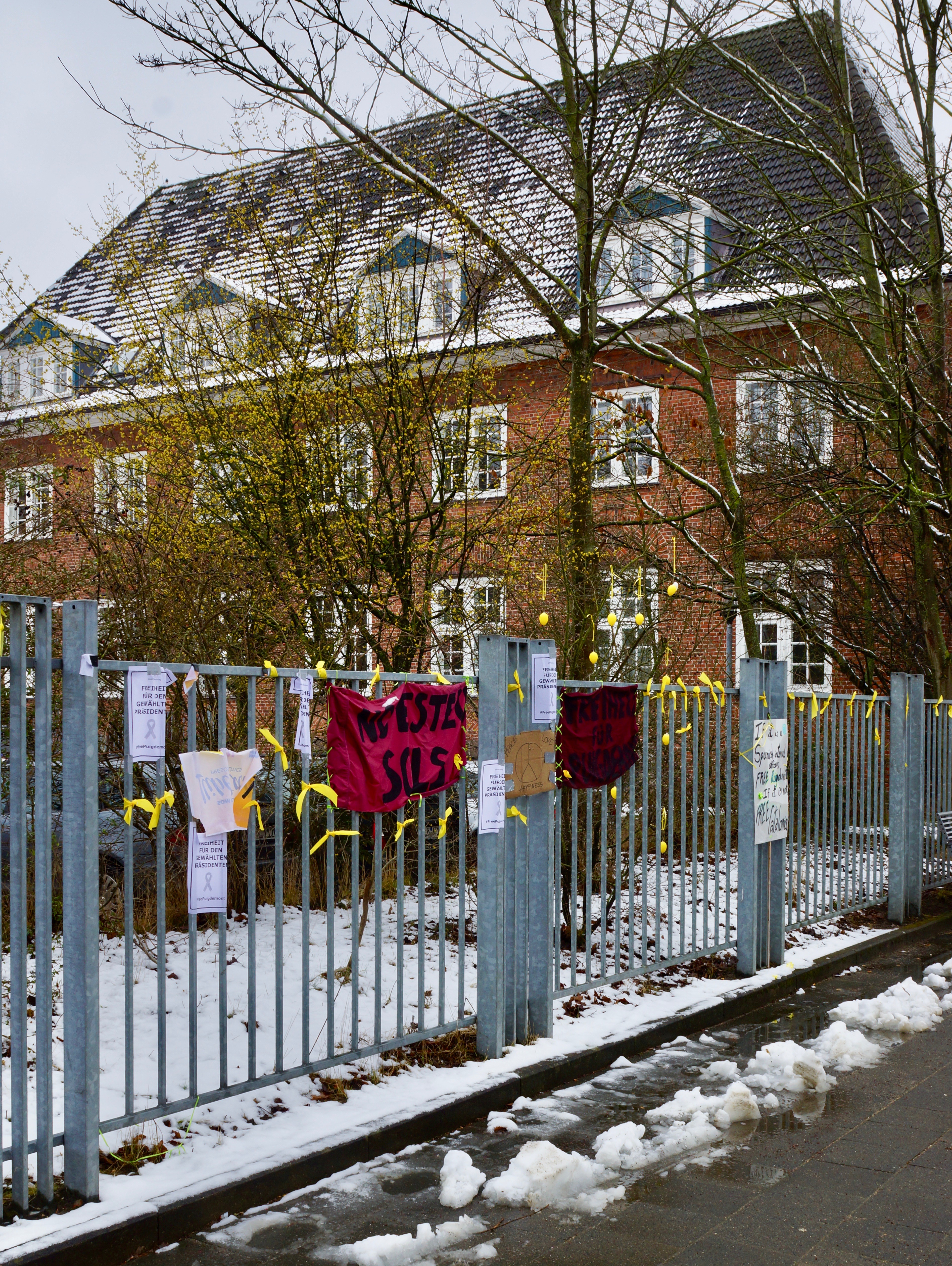
Protesta cívica contra l'empresonament de Puigdemont